# Theridion hummeli
Theridion hummeli là một loài nhện trong họ Theridiidae.
Loài này thuộc chi Theridion. Theridion hummeli được Ehrenfried Schenkel-Haas miêu tả năm 1936.